# Meleane, Montana
Meleane (în bulgară Меляне) este un sat în comuna Gheorghi Dameanovo, regiunea Montana,  Bulgaria. 

## Demografie
Componența etnică a satului Meleane
     Bulgari (93,63%)
     Romi (4,45%)
     Nicio identificare (1,91%)
     Altele (0%)
La recensământul din 2011, populația satului Meleane era de 157 locuitori. Din punct de vedere etnic, majoritatea locuitorilor (93,63%) erau bulgari, cu o minoritate de romi (4,45%). Pentru 1,91% din locuitori nu este cunoscută apartenența etnică.